# I Feel a Song
I Feel a Song es el decimotercer álbum de estudio del grupo estadounidense Gladys Knight & the Pips. Fue publicado en octubre de 1974 por el sello Buddah Records.

## Recepción de la crítica
Un escritor no especificado de la revista Cash Box elogió “las impecables armonías de los Pips” y “los arreglos y producción de Tony Camillo [que] añaden aún más brillo al paquete”.

## Lista de canciones
| Lado uno |                                              |                                                                       |                          |          |  |
| N.º      | Título                                       | Escritor(es)                                                          | Productor(es)            | Duración |  |
| 1.       | «I Feel a Song (In My Heart)»                | Tony Camillo Mary Sawyer                                              | Tony Camillo             |          |  |
| 2.       | «Love Finds Its Own Way»                     | Jim Weatherly                                                         | Kenny Kerner Richie Wise |          |  |
| 3.       | «Seconds»                                    | Neil Simon Burt Bacharach                                             | Burt Bacharach           |          |  |
| 4.       | «The Going Ups and the Coming Downs»         | Weatherly                                                             | Kerner Wise              |          |  |
| 5.       | «The Way We Were» / «Try to Remember» (live) | Marvin Hamlisch Alan Bergman Marilyn Bergman Harvey Schmidt Tom Jones | Ralph Moss               |          |  |

| Lado dos |                              |              |                                           |          |  |
| N.º      | Título                       | Escritor(es) | Productor(es)                             | Duración |  |
| 1.       | «Better You Go Your Way»     | Bill Withers | Bill Withers                              |          |  |
| 2.       | «Don't Burn Down the Bridge» | Ron Miller   | Edward Patten Gladys Knight William Guest |          |  |
| 3.       | «The Need to Be»             | Weatherly    | Camillo                                   |          |  |
| 4.       | «Tenderness Is His Way»      | Withers      | Withers                                   |          |  |

## Posicionamiento
| Gráfica (1974)                            | Pico de posición |
| ----------------------------------------- | ---------------- |
| Australia (Kent Music Report)             | 24               |
| Estados Unidos (Billboard Top LPs & Tape) | 17               |
| Estados Unidos (Billboard Soul LP's)      | 1                |